# Reistingen
Reistingen ist ein Ortsteil der Gemeinde Ziertheim im schwäbischen Landkreis Dillingen an der Donau.

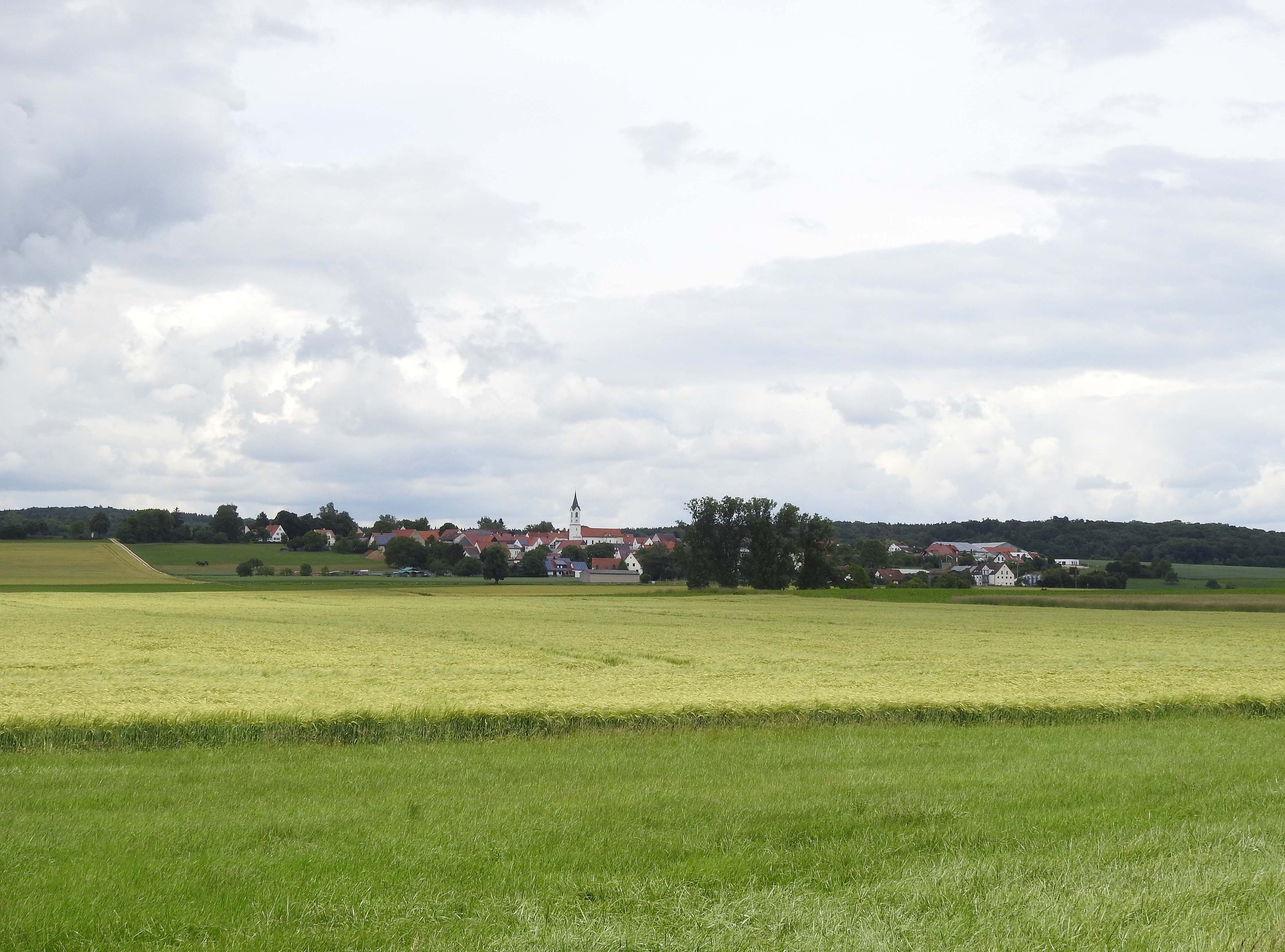
Reistingen von Südwesten

## Lage
Das Pfarrdorf liegt drei Kilometer nordöstlich von Ziertheim am Hang über dem Lohgraben, einem linksseitigen Zufluss der Egau.
Die Gemarkung des Ortes grenzt an das Bundesland Baden-Württemberg, der höchste Punkt ist der Erzberg mit 569 Meter. Die Kreisstraße DLG 9 führt durch Reistingen in Richtung Eglingen.

## Geschichte
Bodenfunde stammen aus der Mittel- und Jungsteinzeit sowie der Urnenfelderzeit. Die Kelten verhütteten hier Erze und errichteten auf dem kegelartigen Berg eine Befestigungsanlage. Eine Römerstraße führte von Faimingen kommend durch die Gemarkung nach Oberdorf am Ipf.
Reistingen wurde erstmals 1164 erwähnt. Damals stiftete Adilbert II., ein Sohn des Grafen von Kyburg-Dillingen, das Kloster Reistingen, ein Benediktinerinnenkloster, das kurze Zeit später in ein weltliches Damenstift umgewandelt wurde. Das Schutzvogteirecht ging 1259 durch Tausch an das Hochstift Augsburg. Das Stift wurde 1450 in das Hochstift eingegliedert, das nun die Niedergerichtsbarkeit ausübte. Die Hochgerichtsbarkeit besaß das Herzogtum Bayern als Nachfolger der Grafschaft Dillingen. Mit dem Landgericht Höchstädt, zu dem Reistingen seit dem Mittelalter gehörte, kam der Ort 1505 an Pfalz-Neuburg.
Im Dreißigjährigen Krieg wurden sieben Höfe und zahlreiche weitere Gebäudeteile zerstört. Ein Ortsbrand im Jahr 1737 vernichtete 23 Gebäude nahezu vollständig.

1783 kam Reistingen an das Hochstift Augsburg mit allen Rechten. Bis 1788 unterstand es dem Rentamt Dillingen und ab 1789 dem neu geschaffenen Pflegamt Wittislingen. Im Zuge der Säkularisation kam der Ort 1803 zu Bayern und wurde dem Landgericht Dillingen zugeteilt. 

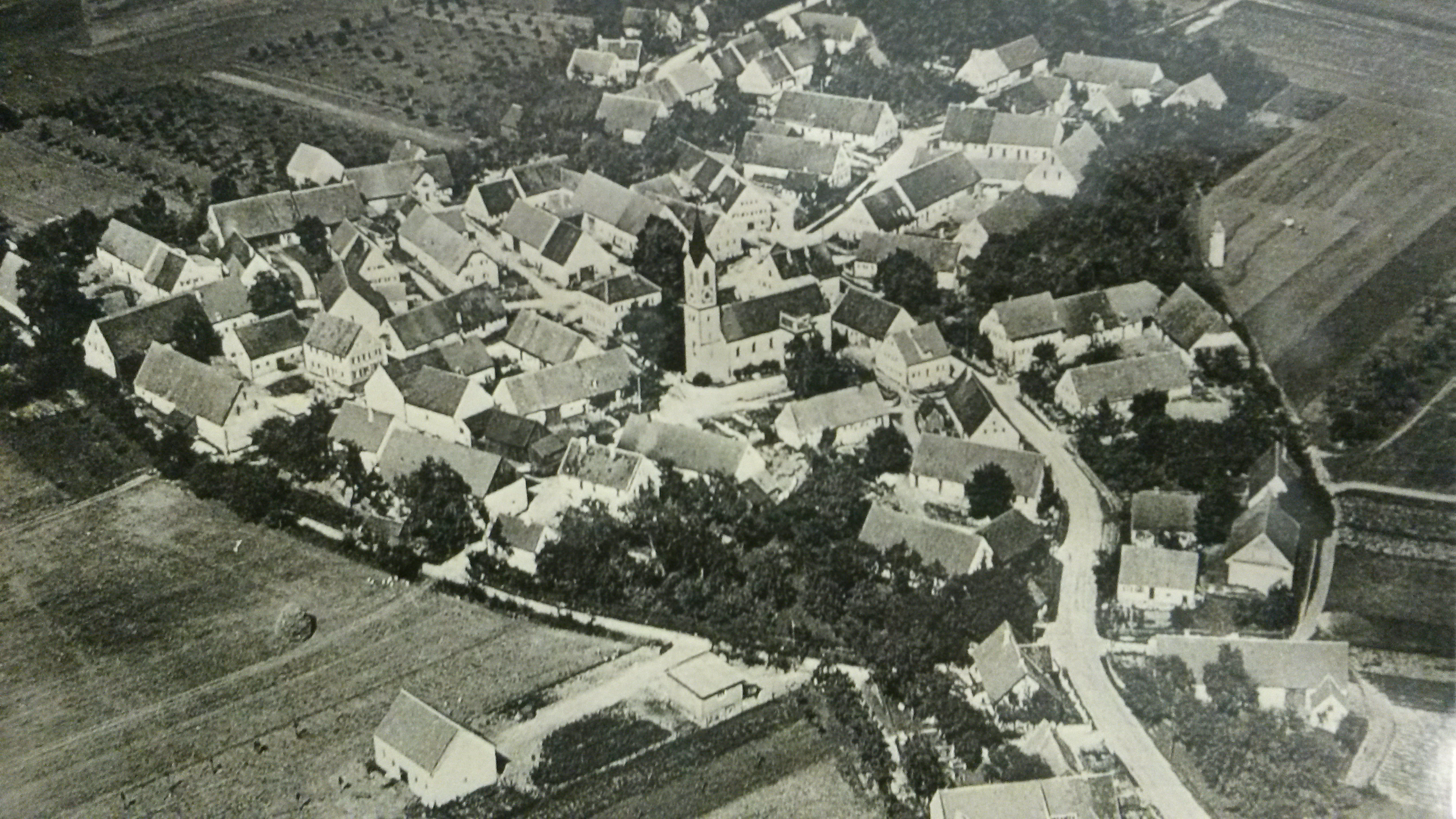
Luftbild von Reistingen um ca. 1919

Die heutige Gemeinde Ziertheim wurde im Zuge der Gemeindegebietsreform am 1. Mai 1978 aus den bis dahin selbständigen Gemeinden Dattenhausen, Ziertheim und Reistingen gebildet.

### Einwohnerentwicklung
| Jahr | Einwohnerzahl |
| ---- | ------------- |
| 1871 | 293           |
| 1925 | 233           |
| 1939 | 258           |
| 1950 | 411           |
| 1961 | 278           |
| 1970 | 230           |
| 1987 | 191           |
| 2018 | 200           |

Die Einwohnerentwicklung von Reistingen zeigt über die Jahre deutliche Schwankungen. Im Jahr 1871 betrug die Bevölkerung 293 Einwohner und blieb bis nach dem Ersten Weltkrieg relativ konstant. Ein leichter Rückgang ist erstmals bis 1925 zu verzeichnen, als die Einwohnerzahl auf 233 sank. 1939 stieg die Zahl wieder auf 258 an. Nach dem Ende des Zweiten Weltkriegs gab es einen signifikanten Anstieg auf 411 Einwohner im Jahr 1950, was auf die Ansiedlung vieler Heimatvertriebener zurückzuführen ist. In den folgenden Jahrzehnten ging die Einwohnerzahl jedoch wieder kontinuierlich zurück, erreichte 1961 nur noch 278 und sank bis 1987 auf 191. Im Februar 2018 lag die Einwohnerzahl bei 200.

## Religionen
Reistingen ist Sitz einer alten Pfarrei. Die ehemalige Stiftskirche St. Vitus  aus dem 12. Jahrhundert, die zugleich als Pfarrkirchediente, war zunächst dem Apostel Petrus geweiht. Der hl. Vitus wurde als Mitpatron verehrt. 1760 schenkte der Pfarrer von Donaualtheim der Kirche eine Reliquie des hl. Vitus, der zu den Vierzehn Nothelfern gerechnet wird. Seitdem wird die Kirche als St. Vitus bezeichnet.

## Baudenkmäler
Siehe: Liste der Baudenkmäler in Reistingen

## Bodendenkmäler
Siehe: Liste der Bodendenkmäler in Ziertheim